# Nicola Conci
Nicola Conci, nascido a 5 de janeiro de 1997, é um ciclista italiano nascido em Trento, membro da equipa Trek-Segafredo.

## Palmarés
2017 (como amador)
- Troféu Cidade de San Vendemiano
- es:Gran Premio Sportivi di PoggianaGrande Prêmio Sportivi di Poggiana

## Resultados nas Grandes Voltas
| Corrida         | 2018 |
| --------------- | ---- |
| Giro d'Italia   | -    |
| Tour de France  | -    |
| Volta a Espanha | Ab.  |

-: não participa 

Ab.: abandono 